# أشنة بوت القطبية الجنوبية
أشنة بوت القطبية الجنوبية (الاسم العلمي:Pottia antarctica) هي نوع من النباتات تتبع جنس أشنة بوت من فصيلة أشنات بوت.